# Суперкубок Данії з футболу 1995
Суперкубок Данії з футболу 1995 — 2-й розіграш турніру. Матч відбувся 21 червня 1995 року між чемпіоном Данії «Ольборгом» та володарем кубка Данії «Копенгагеном».
| Володар Суперкубка Данії 1995 |
| ----------------------------- |
|                               |
| «Копенгаген» Перший титул     |

## Матч

### Деталі
| 21 червня 1995 |

| Копенгаген     | 2:1 дч | Ольборг      |
| -------------- | ------ | ------------ |
| Ясар 53', 107' |        | Гронк'яер 8' |

| Брондбю, Бреннбю Глядачів: 1 556 |